# Президентские дебаты в США (1960)
Президентские дебаты 1960 года в США представляли собой серию дебатов, проведенных во время президентских выборов 1960 года между кандидатом от демократов Джоном Ф. Кеннеди и кандидатом от республиканцев Ричардом Никсоном. Четыре трансляции полемики кандидатов в президенты осенью 1960 года были первой в мировой истории серией дебатов, проводимых на любых президентских выборах. Следующие президентские дебаты не проводились до 1976 года, после чего дебаты стали обычным явлением во всех президентских кампаниях.

## Предыстория
Президентские выборы в США 1960 года пришлись на решающий момент в американской истории. Страна была вовлечена в холодную войну с Советским Союзом, который только что стал лидером в космической гонке, запустив первый искусственный спутник Земли. Подъём революционного режима Фиделя Кастро на Кубе усилил опасения по поводу распространения коммунизма в Западном полушарии. На внутреннем фронте борьба за гражданские права и десегрегацию глубоко разделила нацию, поставив важные вопросы о состоянии демократии в Соединённых Штатах.
Столкнувшись с новыми вызовами, США нуждались в сильном лидере, но претендентами на пост президента стали два совершенно разных кандидата: Джон Ф. Кеннеди, молодой, но энергичный сенатор от Массачусетса из могущественной семьи Новой Англии, и Ричард Никсон, опытный депутат, который в то время занимает должность вице-президента. Имея за плечами чуть более одного ничем не примечательного срока в Сенате США, 43-летнему Кеннеди не хватало обширного опыта Никсона во внешней политике, и он был одним из первых католиков, баллотировавшихся в президенты по списку от крупной партии. В то время как, Никсон, напротив, провел почти восемь лет в качестве заместителя главы государства после блестящей карьеры в Конгрессе, во время которой он отдавал решающие голоса по множеству внутренних вопросов, а также, стал одним из самых откровенных критиков коммунизма и помог разоблачить Элджера Хисса, обвиняемого в шпионаже, к 39 годам заключения.
Большинство опросов после партийных съездов показали, что республиканский блок Никсона-Лоджа имеет существенное преимущество по сравнению с демократическим блоком Кеннеди-Джонсона.

## Теледебаты

### Первые дебаты 26 сентября 1960 года
Первые дебаты между двумя основными кандидатами на пост президента США прошли 26 сентября 1960 года. CBS организовала их под руководством модератора Говарда К. Смита.
Всего состоялось четыре раунда дебатов между сенатором Кеннеди и вице-президентом Никсоном, однако первые дебаты были самыми влиятельными и самыми популярными, охватив тогдашнюю рекордную аудиторию, которая оценивалась примерно в 70 миллионов человек. Тот факт, что важные политические вопросы могли обсуждаться кандидатами на высший пост в стране и быть легко доступными для почти 90 % американских домохозяйств, где к 1960 году были телевизоры, продемонстрировал способность телевидения играть важную гражданскую роль в жизни страны.

В процессе ответов кандидатов на вопросы о внутренней политике США, эксперты сошлись во мнении, что Кеннеди и Никсон продемонстрировали равный уровень аргументации. Однако, телезрители обращали внимание не на то, что говорит кандидат, а на то, как он говорит. Более молодой, загорелый и одетый в темный костюм Кеннеди, казалось, затмевал более изможденного Никсона в сером костюме, чей торопливо нанесенный макияж едва скрывал его щетину на лице. По словам тогдашнего главы Чикаго, в котором и проводились первые в истории теледебаты, Ричарда Дж. Дейли, мэр в одном из интервью описал Никсона так: 
Боже мой, они забальзамировали его ещё до того, как он умер (с англ. «My God, they’ve embalmed him before he even died»)
Никсон постоянно вытирал пот с лица и, по мнению зрителей, выглядел измученным и бледным. Проблема заключалась не только в внешности Никсона, но и в том, что Никсон продолжал смотреть на часы, которых телезрители не могли видеть, из-за чего он казался беглым. В то время широкой публике не было известно, что обширная кампания Никсона сделала его физически истощенным и растрепанным. Более того, Кеннеди, как стало известно позже, приходил в студию, чтобы подготовиться к дебатам за несколько часов до мероприятия, чтобы проверить условия, освещение и даже температуру в комнате. Неофициальные опросы, проведенные после дебатов, показали, что аудитория, слушавшая радио, склонялись к мысли, что победил Никсон, в то время как те, кто смотрел по телевизору, утверждали, что победу одержал Кеннеди.

### Последующие дебаты
Вторые дебаты проходили в Вашингтоне, 7 октября 1960 года.
Третья и четвёртая встреча кандидатов состоялась в Нью-Йорке, в здании студии ABC, 13 и 21 октября 1960 года соответственно. Однако, последующие теледебаты не вызвали такого ажиотажа у зрителей, как первые в истории теледебаты, согласно числу посмотревших зрителей. Впоследствии первых дебатов, Никсон начал исправлять свои ошибки, и на следующих дебатах, зрители действительно заметили, что физический образ Никсона был намного лучше во время вторых дебатов по сравнению с первыми. Однако остальные дебаты были списаны как ничья без объявления победителя.
Будучи больше озабочены внешним видом, и Никсон, и Кеннеди имели относительно одинаковый опыт и позицию по вопросам. Каждый умело излагал и представлял удивительно похожие программы. Оба подчеркивали национальную безопасность, угрозу коммунизма, необходимость укрепления вооруженных сил США и важность построения светлого будущего для Америки.

## Итог
Два месяца спустя, в ноябре 1960 года, Кеннеди был избран президентом. Американцы проголосовали в рекордном количестве, и действительно результат выборов оказался достаточно напряженным : Кеннеди выиграл всенародное голосование с 49,7 % против 49,5 %, но получил 303 голоса Коллегии Выборщиков против 219 у Никсона. Опросы показали, что более половины всех избирателей находились под влиянием дебатов, а 6 % заявили, что только дебаты определили их выбор. Многие также считали, что Кеннеди победил на выборах, потому что он выиграл первые дебаты, и что он выиграл первые дебаты, потому что он выглядел на телевидении лучше, чем его оппонент.
Никсон смог стать президентом в 1968 году, однако в ходе избирательной кампании отказался участвовать в теледебатах. Дебаты были повторены в 1976 году, и с тех пор считаются обязательным элементом президентских выборов в США
Теледебаты стали неотъемлемой частью американского политического ландшафта, помогая определять результаты как первичных, так и всеобщих выборов. Наряду с тем, чтобы выделиться среди своих оппонентов, кандидаты имеют возможность продемонстрировать свои ораторские способности (или выдать свою невнятность), продемонстрировать свое чувство юмора (или показать его отсутствие) и извлечь выгоду из оплошностей своих соперников (или решить свою судьбу оговоркой).